# Gummidipoondi
Gummidipoondi (Tamil: கும்மிடிப்பூண்டி Kummiṭippūṇṭi [ˈɡumːiɖiˌpːuːɳɖi]; auch Gummidipundi) ist eine Stadt im indischen Bundesstaat Tamil Nadu mit rund 19.000 Einwohnern (Volkszählung 2011).
Gummidipoondi liegt rund 45 Kilometer nördlich von Chennai (Madras) im Distrikt Tiruvallur im Hinterland der Küste des Golfs von Bengalen. Die Grenze zum Nachbarbundesstaat Andhra Pradesh ist nur acht Kilometer entfernt. Die Stadt ist Hauptort des Taluks Gummidipoondi.
Gummidipoondi ist ein Industriestandort, der neben einer Fabrik für Reifencord (Dupont Fibres) und einem Werk, das Industrieruß herstellt (Hi-Tech Carbon), eine Reihe kleinerer und mittlerer Betriebe beherbergt. Die Stadt profitiert dabei von ihrer guten Verkehrsanbindung: Durch Gummidipoondi führen die nationale Fernstraße NH 5, die als Teil des Golden-Quadrilateral-Projekts von Chennai aus parallel zur Ostküste nach Norden verläuft, und die Eisenbahnstrecke von Chennai nach Nellore, die von der nördlichen Linie der Chennaier Vorortbahn (Chennai Suburban Railway) bedient wird.
88 Prozent der Einwohner Gummidipoondis sind Hindus, 8 Prozent Muslime und 4 Prozent Christen. Die Hauptsprache ist, wie in ganz Tamil Nadu, das Tamil, das von 79 Prozent der Bevölkerung als Muttersprache gesprochen wird. 11 Prozent sprechen Telugu, jeweils 4 Prozent Urdu und Hindi und jeweils 1 Prozent Oriya und Malayalam.